# برل لازار
برل لازار (Berel Lazar) با نام اصلی اشلومو داو پینچاس لازار، یک خاخام حسیدی ایتالیایی‌تبار از شاخه یهودیت ارتدکس است که عضوی از انجمن خبد می‌باشد. خاخام برل لازار که در رسانه‌ها به «خاخام پوتین» شهرت دارد از سال ۱۹۹۰ میلادی به فاصله یک سال قبل از فروپاشی شوروی، دوستی خود را با ولادیمیر پوتین آغاز نمود و تنها یک سال بعد در سال ۱۹۹۱، انجمن خبد با حمایت‌های سازمانی نقش مؤثری در رسیدن ولادیمیر پوتین به سمت ریاست جمهوری روسیه داشت. لازار از سال ۲۰۰۰ میلادی به عنوان رئیس کل ربی‌های روسیه منصوب شده و رئیس کل فدراسیون جوامع یهودی روسیه و همچنین رئیس فدراسیون جوامع یهودیه روسیه سی‌آی‌اس نیز می‌باشد. از سال ۲۰۰۵، او یکی از اعضای انجمن اجتماعی روسیه نیز شده‌است و در زمینه مسائل یهودیان مشاوره می‌دهد.

## نگارخانه

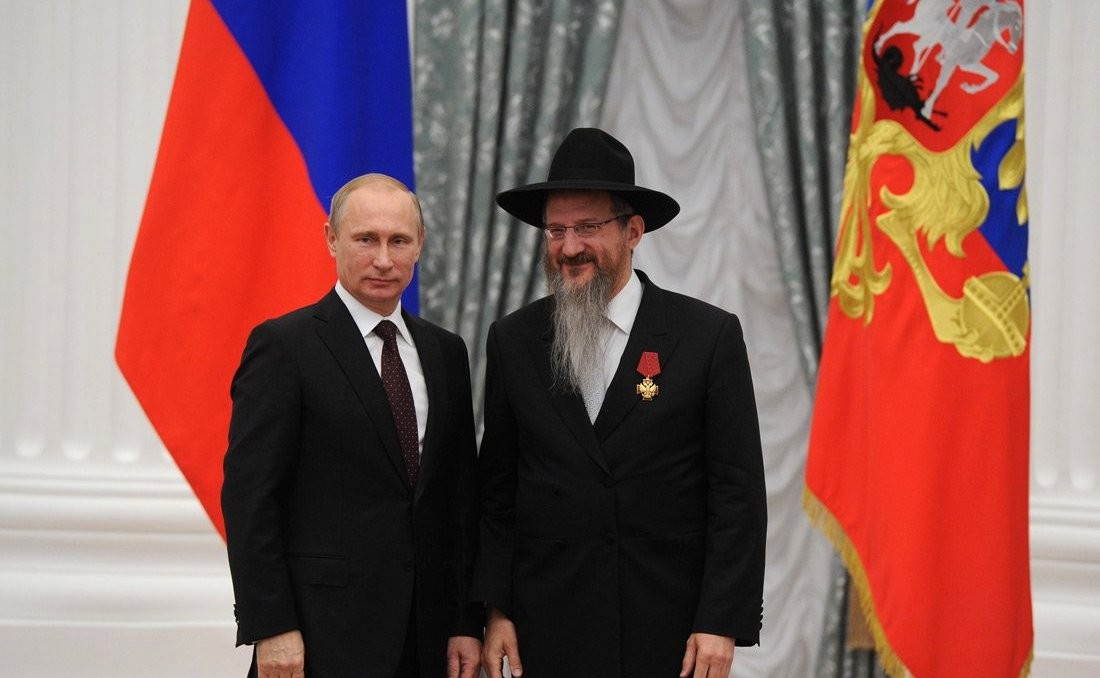
اعطا نشان شایستگی برای وطن درجه چهار به خاخام ارشد روسیه، برل لازار
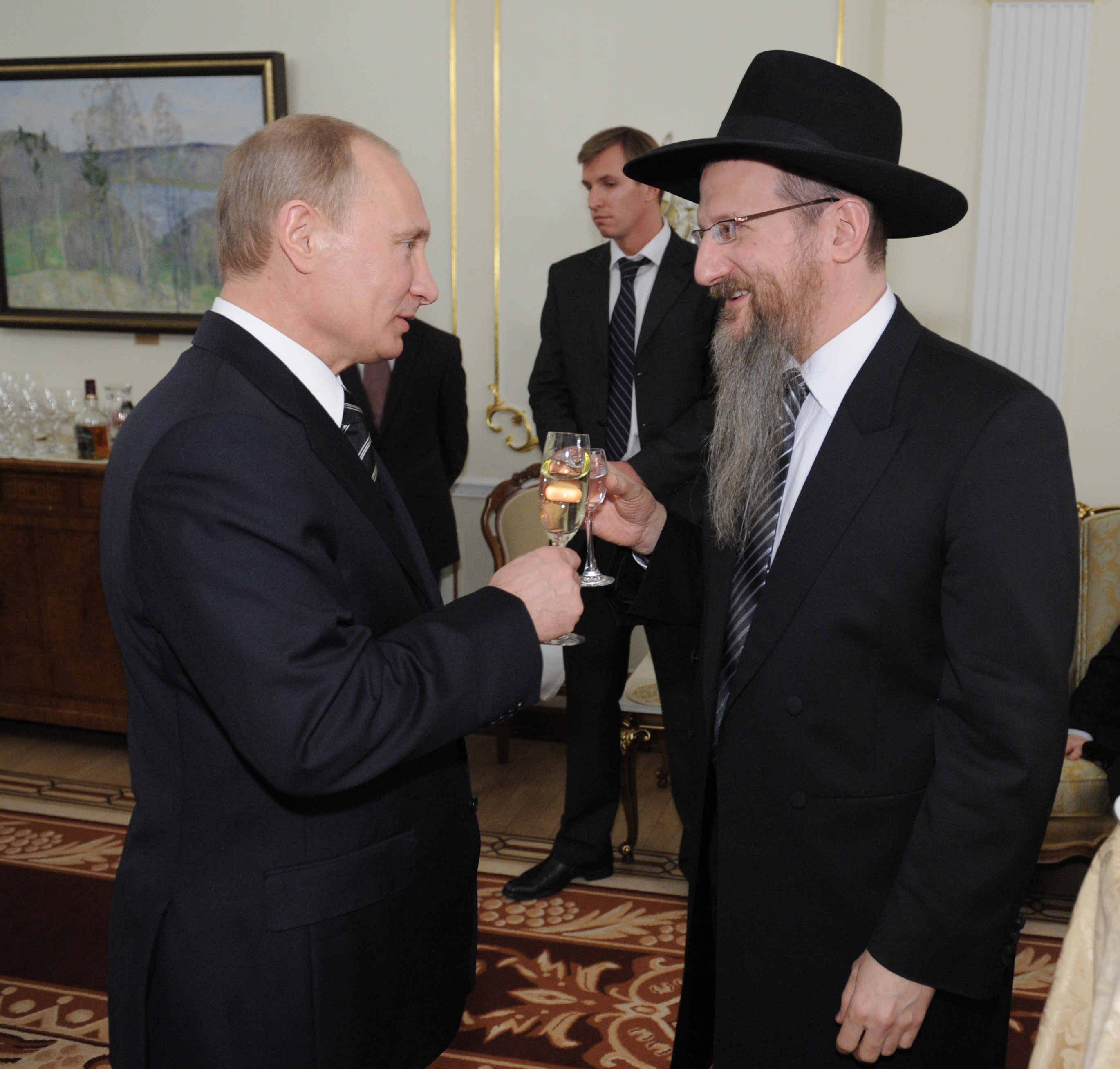
ولادیمیر پوتین و برل لازار
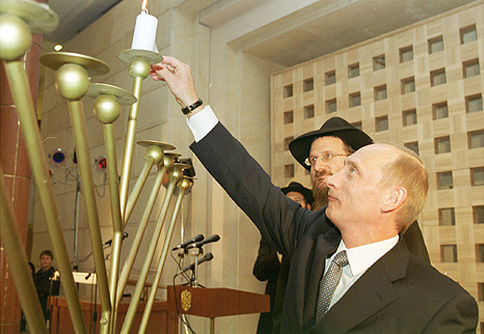
ولادیمیر پوتین و برل لازار در ۲۱ دسامبر ۲۰۰۰
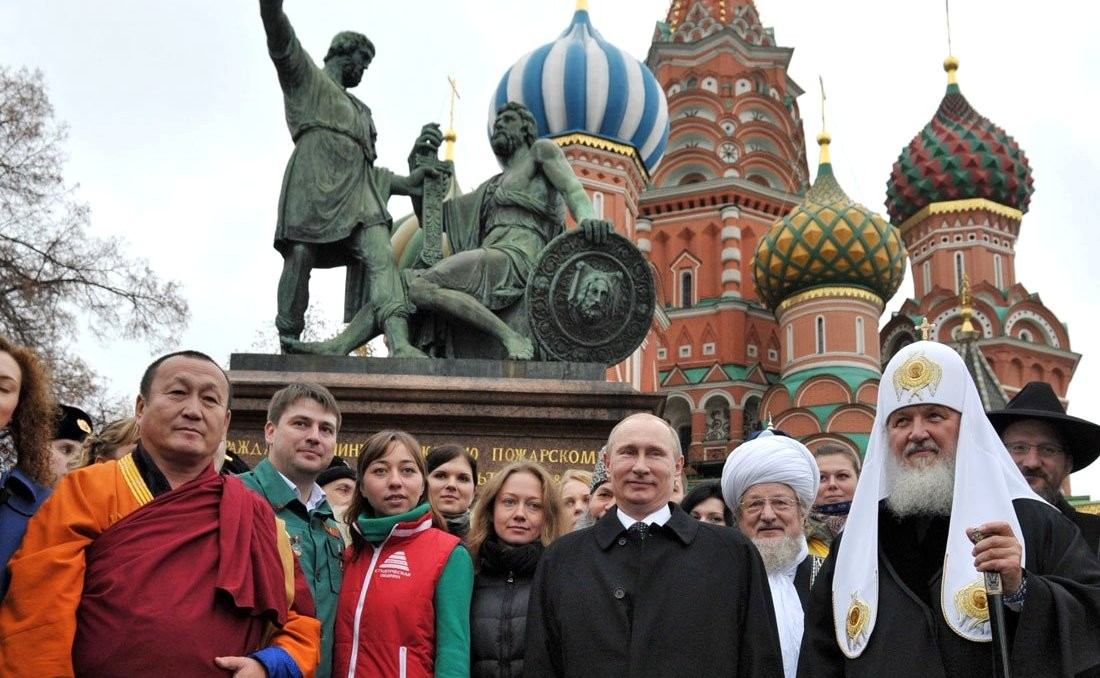
لازار در گوشه سمت راست تصویر
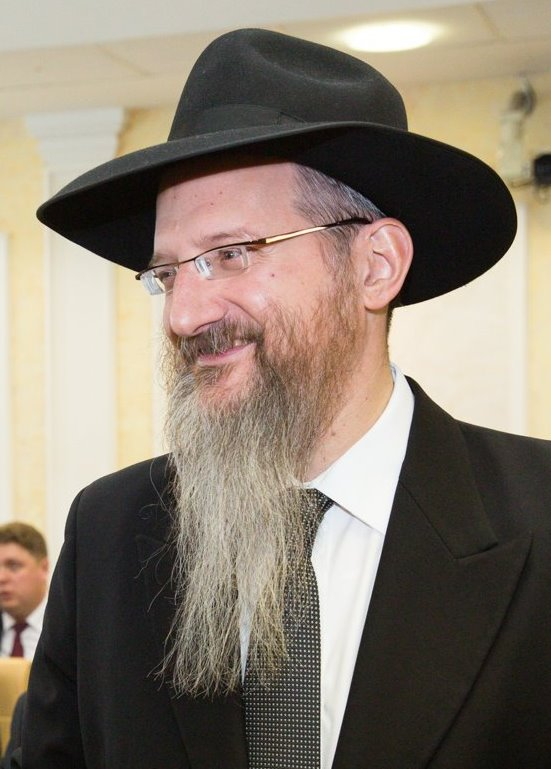
برل لازار
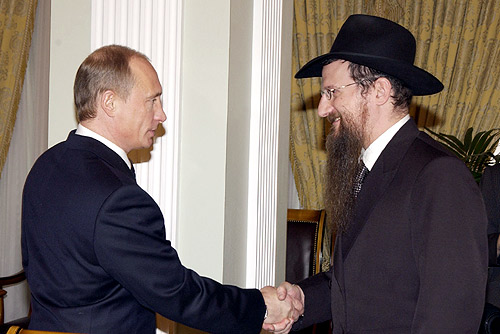
لازار و پوتین در سال ۲۰۰۵
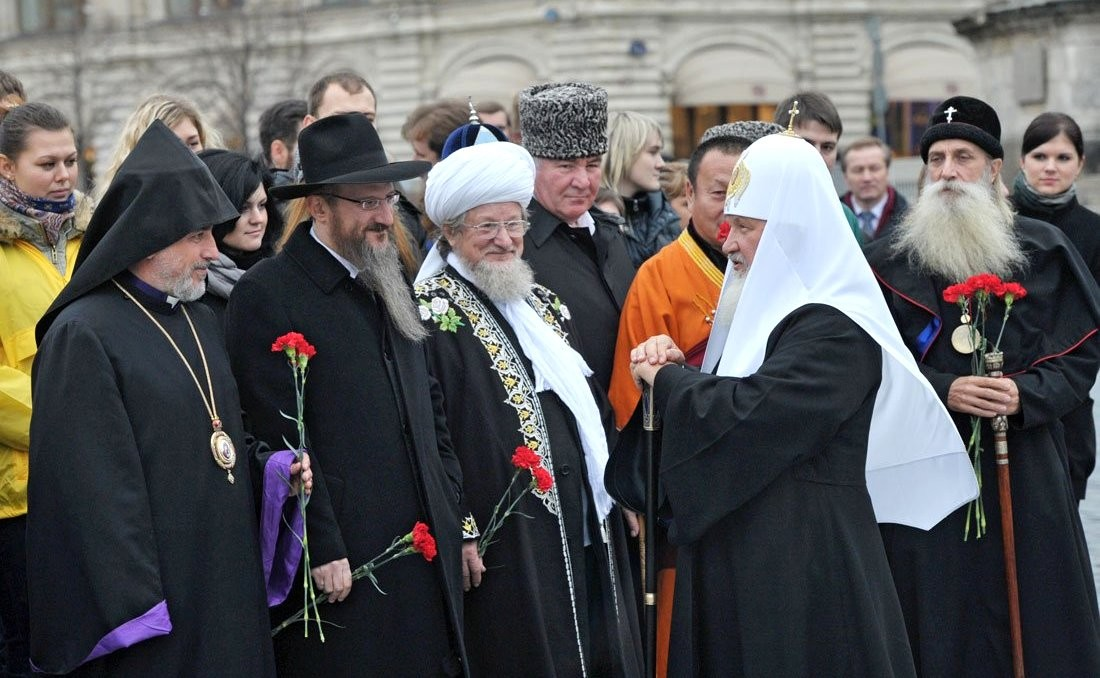
روز وحدت ملی رهبران مذهبی روسیه در سال ۲۰۱۲
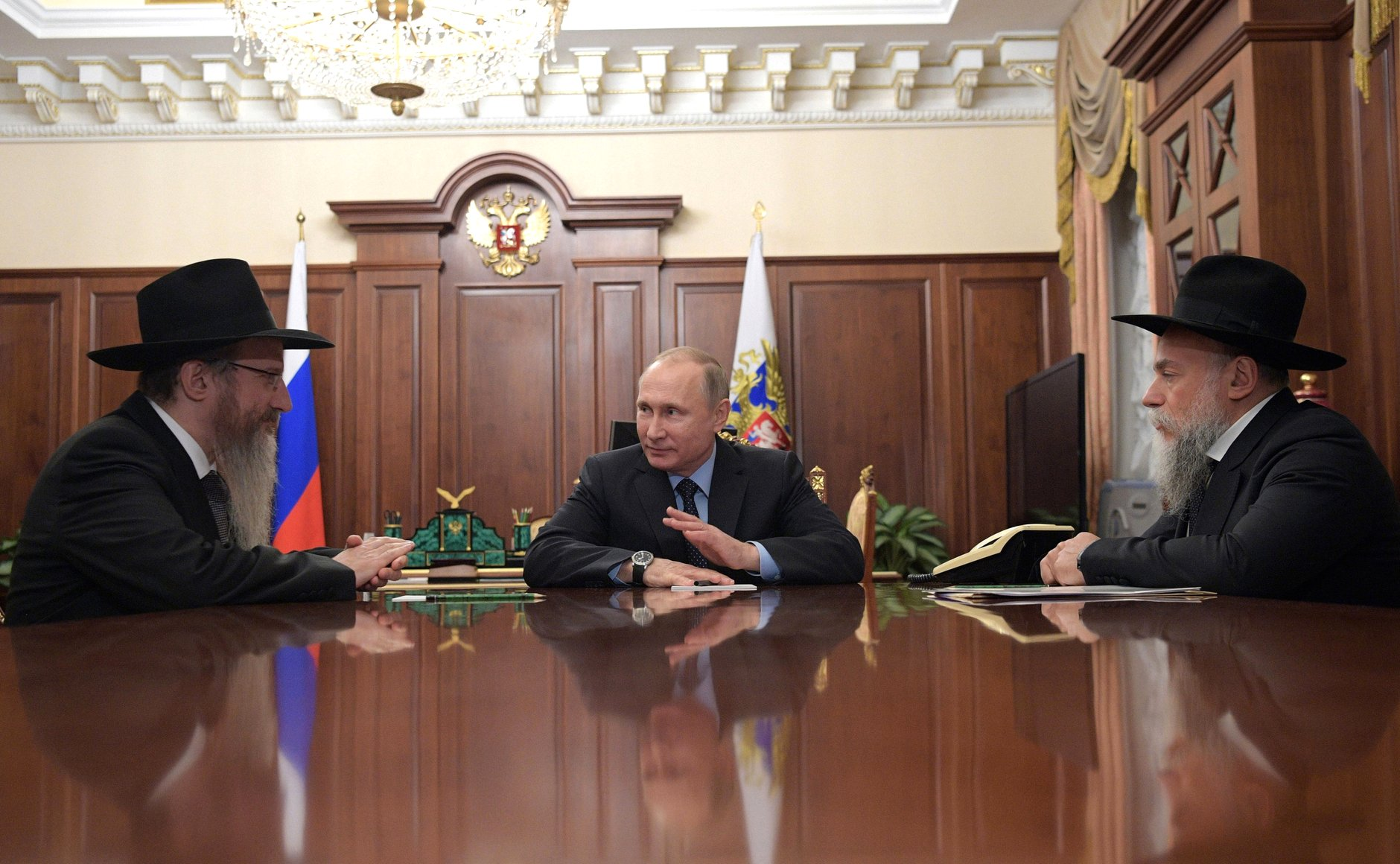
ولادیمیر پوتین، برل لازار و الکساندر بورودا